# Xiuladora de Bower
La xiuladora de Bower (Colluricincla boweri) és un ocell de la família dels paquicefàlids (Pachycephalidae).

## Hàbitat i distribució
Viu a la selva pluvial de les terres altes, normalment per sobre dels 300 m, al nord-est de Queensland.